# Pilot Point (Teksas)
Pilot Point je grad u američkoj saveznoj državi Teksas. Prema popisu stanovništva iz 2010. u njemu je živjelo 3.856 stanovnika.